# J-five
J-five, właśc. Jonathan Kovacs (ur. 1982 w Los Angeles) – amerykański raper.
Jego ojciec pochodził z Francji, matka z Europy Wschodniej. Jest najstarszym czworga rodzeństwa. Został wokalistą lokalnego zespołu Dusty White. Karierę solową rozpoczął w 2004, nagrał wówczas piosenkę "Modern Times", będącą hołdem dla Charliego Chaplina. W tym samym roku wydał pierwszy profesjonalny album Sweet Little Nothing zawierający muzykę różnych gatunków, tj. rap, rock, jazz i inne.

## Dyskografia
Albumy
- 2004: Summer (jako Johnny Five)
- 2004: Sweet Little Nothing – #102 we Francji[4]

Single
- 2004: "Modern Times" – #1 we Francji, #9 w Walonii, #12 we Włoszech, #15 w Szwajcarii[5]
- 2004: "Find a Way" – #24 we Francji, #42 w Walonii, #13 we Włoszech, #70 w Szwajcarii[6]